# Zine El Abidine Ben Ali
Zine El Abidine Ben Ali (arapski: زين العابدين بن علي; Sousse, 3. rujna 1936.–  Džeda, 19. rujna 2019.) bivši je tuniški predsjednik koji je 14. siječnja 2011. godine napustio zemlju nakon nasilnih prosvjeda i pobjegao u Saudijsku Arabiju. Bio je predsjednik Tunisa od 1987. do 2011. godine. Naslijedio ga je, kao prijelazni predsjednik, Fuad Mebaza, glasnogovornik vlade. Kratko vrijeme prije predsjednikovanja bio je i tuniški predsjednik vlade.

## Rani život
Zine El Abidine Ben Haj Hamda Ben Haj Hassen Ben Ali rođen je 3. rujna 1936. od roditelja s umjerenim prihodima kao četvrto od jedanaestero djece u obitelji. Njegov otac radio je kao stražar u lučkom gradu Hammam Sousse. Ben Ali se pridružio lokalnom otporu protiv francuskih kolonijalnih snaga i bio zatvoren. Njegovo izbacivanje iz srednje škole bilo je razlog zašto nikada nije završio srednjoškolsko obrazovanje. Novoformiranoj tuniškoj vojsci pridružio se 1958. Vrativši se u Tunis 1964. godine, započeo je svoju profesionalnu vojnu karijeru iste godine kao tuniski stožerni časnik. U travnju 1980. Ben Ali imenovan je veleposlanikom u Poljskoj i na toj je dužnosti bio do 1984. Ben Ali je nakon toga obnašao dužnost državnog ministra zaduženog za unutarnje poslove, a zatim predsjednikom vlade Habibom Bourguibom. 2. listopada 1987. godine.

## Vladavina (1987. – 2011.)
Njegov uspon na vlast desio u trenutku kada je zemlja u mukama sukcesijskih borbi, političkih i ekonomskih tenzija i porasta Islamizma. U početku je obećavao demokratskiji način upravljanja zemljom nego što je bio pod Bourguibom. Jedan od njegovih prvih postupaka nakon stupanja na dužnost bio je popuštanje ograničenja za tisak i ukidanje doživotnog predsjedništva. Ben Ali je nakon toga ponovno izabran 1989., 1994., 1999., i 2004. godine s ogromnom većinom, svaki put prelazeći 90% glasova; njegov konačni reizbor dogodio se 25. listopada 2009. Ben Ali bio je pretposljednji preživjeli vođa svrgnut u Arapskom proljeću, kojeg je nadživio egipatski predsjednik Hosni Mubarak, koji je umro 25. veljače 2020. Tijekom njegove vlasti Tunis je vodio umjerenu vanjsku politiku promičući mirno rješavanje sukoba. Tunis je pristupio srednjem putu pridonoseći mirotvorstvu, posebno na Bliskom Istoku i u Africi. Tunis je bio domaćin prvog palestinskoameričkog dijaloga ikad. Iako je aktivno dala svoj doprinos bliskoistočnom mirovnom procesu, tuniska diplomacija podržala je palestinsku stranu. Režim Ben Alija karakterizira generalizacija korupcije, koju uglavnom koristi njegova obitelj i obitelji njegove druge supruge Leïle Ben Ali. Njihovo bogatstvo, procijenjeno na 10 milijardi dolara položenih na račune u inozemstvu ili uloženih u nekretnine, u osnovi je rezultat pronevjere sredstava tijekom 24 godine njegova predsjedanja. 

## Revolucija u Tunisu
Nakon što je Mohamed Bouazizi, mladi ulični trgovac, počinio samoubojstvo, započeli su protesti protiv tadašnjeg režima. Zine el Abidine Ben Ali 2011., tijekom televizijske intervencije, osuđuje "terorističke akte", obećavajući stvaranje 300.000 dodatnih radnih mjesta do 2012. godine; ali prosvjedi ne prestaju. Kasnije je Ben Ali s obitelji napustio zemlju i uputio se prema Saudijskoj Arabiji, pod pritiskom tuniške vojske i njegove pratnje. Premijer Mohamed Ghannouchi se tada proglasio privremenim predsjednikom. 

## Život nakon predsjedništva
Svrgnuti predsjednik i njegova obitelj boravili su u Džedi, u Saudijskoj Arabiji, dok je saudijska vojska štitila njihov dom. Njegovi nastupi bili su veoma rijetki. Pojavio se 2013. godine na Skypeu, tijekom intervjua za francuske novine. Također su se pojavile njegove fotografije u pidžami, na Instagram računu njegovog sina Mohammeda. 

## Smrt
Ben Ali je umro u bolnici u Džedi, u Sudijskoj Arabiji od raka prostate 19. rujna 2019. godine, u dobi od 83. godine. Pokopan je 21. rujna u Medini. 